# ПРО С-225
Двухэшелонный противоракетный комплекс С-225 «Азов» (индекс разработчика — ПРС-1, сокр. от «Противоракетная система № 1»; по кодификации НАТО — ABM-X-3, сокр. от англ. Anti-Ballistic Missile Experimental-3) — проект передвижной (ограниченно возимой) системы противоракетной обороны, разрабатывавшийся коллективом под руководством А. А. Расплетина в КБ-1 (главный подрядчик проектных и опытно-конструкторских работ) в 1961–1985 гг. Задача — защита от одиночных баллистических ракет средней дальности (БРСД). Исходно, создавалась как универсальная система противовоздушной обороны С-225, разработка велась на базе проекта «Сатурн» (конструктор — Н. И. Белов, НИИ-648). Для работ по системе С-225 в 1961 г. в структуре КБ-1 было создано специальное бюро СБ-32. С 1963 г. разработка С-225 велась в рамках проекта «Таран» (конструктор — В. Н. Челомей, ОКБ-52). После того как работы по теме «Таран» были прекращены, разработка «Азова» велась самостоятельно, затем как передвижной элемент (объектовая ПРО) эшелонированной системы противоракетной обороны страны наряду со стационарным комплексом А-135 (зональная ПРО). Испытания полигонных образцов различных элементов комплекса происходили на полигоне Сары-Шаган. За исключением опытных образцов, комплекс не изготавливался и на вооружение не поступал.

## Задействованные структуры
В основе аванпроекта лежали наработки НИИ-648 по системе ПРО «Сатурн», которые после закрытия работ по данному проекту, при содействии В. Н. Челомея, были переданы в КБ-1 А. А. Расплетина. Учитывая запланированный объём работ и их широкий диапазон, в создании элементов комплекса, помимо КБ-1 участвовали различные опытно-конструкторские, научно-производственные и строительно-монтажные структуры. Противоракеты В-825 разрабатывались в МКБ «Факел». Строительство и настройка макетного и других образцов комплекса «Азов» велось при участии СМУ-304 с 1966 г. Шахтные пусковые установки для ракет ПРС-1 разрабатывались ГСКБ «Спецмаш» под руководством В. П. Бармина. Работы по системе в целом возглавил генеральный конструктор А. А. Расплетин, по противоракете — главный конструктор П. Д. Грушин. Для тематического ведения разработки системы было создано специальное подразделение, получившее название СБ-32. Возглавил его Т. Р. Брахман. СБ-32 включало три отдела: по разработке системы (начальник — К. К. Капустян); радиолокатора (начальник — Г. Б. Реутов); вычислительных средств и программного обеспечения (нач. Е. В. Печенин). Систему наведения и поражения проектировал теоретический отдел (Ю. В. Афонин, К. Н. Поляков, В. Г. Цепилов, В. Г. Блуденко)..

## Принцип работы комплекса
Эшелонирование прикрываемого сектора воздушного пространства по высоте и дальности зоны обстрела достигалось за счёт применения двух типов противоракет: ракеты дальнего действия В-825 для перехвата баллистических целей на предельных расстояниях и высотах зоны эффективного поражения комплекса и ракет малой дальности ПРС-1 для перехвата целей, которым удалось преодолеть первый эшелон противоракетной обороны.

## Элементы комплекса
Литерно-числовые индексы ГРАУ для отдельных элементов комплекса указаны в скобках.

### Средства управления
- Центральный вычислительный комплекс
  - Командный пункт ЦВК
  - Кабины управления А-31М, оснащённые цифровыми вычислительными машинами.

### Средства автоматизации
- Цифровые вычислительные машины 5Э261.
- Система предупреждения о ракетном нападении и/или радиолокационная станция дальнего обнаружения целей для своевременного оповещения и приведения системы в готовность к боевой работе.
- Система передачи данных АПД (5Ц53)
- Системы записи результатов работы для общего контроля результатов в процессе полигонных испытаний комплекса.

### Боевые средства
- Измерительный комплекс (5К17)
  - Антенный пост измерительного комплекса
  - Радиолокационная станция точного наведения РСН-225 «Донец» (5Н12Г) с фазированными антенными решётками для обнаружения, сопровождения и подсветки цели в полёте.
- Радиолокационная станция передачи команд на приёмное устройство бортовой аппаратуры противоракеты.
- Пусковые установки противоракет двух типов: стационарные шахтные и передвижные наземные.
  - Пусковые установки противоракет В-825.
  - Пусковые установки противоракет ПРС-1.
- Противоракеты (атмосферные перехватчики) шахтного и наземного базирования: ближнего перехвата ПРС-1 (5Я26 / 53Т6) и скоростные противоракеты среднего перехвата В-825 (5Я27)

### Средства обеспечения работы
- Системы энергоснабжения комплекса.
- Транспортно-установочные машины на шасси МАЗ-547, перевозящие противоракеты В-825 в транспортно-пусковых контейнерах.

### Учебно-тренировочные средства
- Комплексный испытательно-моделирующий стенд КИМС — комплекс оборудования для отработки программного обеспечения системы.

## Характеристики комплекса
| Основные тактико-технические характеристики системы противоракетной обороны С-225 | Основные тактико-технические характеристики системы противоракетной обороны С-225                                                                              |
| Наименование                                                                      | Характеристики |
| --------------------------------------------------------------------------------- | --- |
| Обороняемые объекты                                                               | гидроэлектростанции, государственные районные электростанции, атомные электростанции, командные пункты, военно-морские базы, склады ядерного оружия, аэродромы |
| Поражаемые цели                                                                   | «Минитмен-II», «Минитмен-III», «Поларис», «Посейдон», баллистические ракеты объекта «Г»                                                                        |
| Углы бросания                                                                     | 15° ÷ 60° |
| Целеуказание                                                                      | от СПРН или СДО |
| Рубежи обнаружения цели с эффективной площадью рассеивания 0,1 м²                 | 450 км с вероятностью –0,99 |
| Число обстреливаемых элементов цели                                               | до 10 ÷ 12 |
| Высотный диапазон поражения противоракетой ПРС-1                                  | 5 ÷ 25 км |
| Эффективность стрельбы по сложной баллистической цели с одним боевым блоком       | 0,85 ÷ 0,8 |
| Эффективность стрельбы по сложной баллистической цели с тремя боевыми блоками     | 0,75 ÷ 0,6 |
| Сектор боевой работы                                                              | по азимуту 360° |
| Сектор боевой работы                                                              | по углу места до 90° |
| Сектор электронного управления лучом радиолокационной станции наведения           | по цели 20° ÷ 20° |
| Сектор электронного управления лучом радиолокационной станции наведения           | по противоракетам 90° ÷ 90° |
| Производительность вычислительных средств                                         | 900 тыс. алгоритмических операций в сек. |
| Стоимость технологического оборудования                                           | 42 млн. руб. |
| Окончание заводских испытаний                                                     | III-й квартал 1978 г. |

## Сравнительная характеристика
| Основные сведения и тактико-технические характеристики стратегических комплексов (систем) противоракетной обороны СССР и России | Основные сведения и тактико-технические характеристики стратегических комплексов (систем) противоракетной обороны СССР и России | Основные сведения и тактико-технические характеристики стратегических комплексов (систем) противоракетной обороны СССР и России | Основные сведения и тактико-технические характеристики стратегических комплексов (систем) противоракетной обороны СССР и России | Основные сведения и тактико-технические характеристики стратегических комплексов (систем) противоракетной обороны СССР и России | Основные сведения и тактико-технические характеристики стратегических комплексов (систем) противоракетной обороны СССР и России | Основные сведения и тактико-технические характеристики стратегических комплексов (систем) противоракетной обороны СССР и России | Основные сведения и тактико-технические характеристики стратегических комплексов (систем) противоракетной обороны СССР и России | Основные сведения и тактико-технические характеристики стратегических комплексов (систем) противоракетной обороны СССР и России | Основные сведения и тактико-технические характеристики стратегических комплексов (систем) противоракетной обороны СССР и России | Основные сведения и тактико-технические характеристики стратегических комплексов (систем) противоракетной обороны СССР и России |
| Характеристики | Наименование комплекса (системы) ПРО                                                                                            | Наименование комплекса (системы) ПРО                                                                                            | Наименование комплекса (системы) ПРО                                                                                            | Наименование комплекса (системы) ПРО                                                                                            | Наименование комплекса (системы) ПРО                                                                                            | Наименование комплекса (системы) ПРО                                                                                            | Наименование комплекса (системы) ПРО                                                                                            | Наименование комплекса (системы) ПРО                                                                                            | Наименование комплекса (системы) ПРО                                                                                            | Наименование комплекса (системы) ПРО                                                                                            |
| Характеристики | «А» | «А-35» | «А-35Т» | «А-35М» | «С-225» | «С-375» | «А-135» | «А-135» | «А-235» | «А-235» |
| --- | --- | --- | --- | --- | --- | --- | --- | --- | --- | --- |
| Разработчик (изготовитель) | СКБ-30, МКБ «Факел» | ЦНПО «Вымпел», МКБ «Факел» | СКБ-30 | ЦНПО «Вымпел», МКБ «Факел» | ЦКБ «Алмаз» | ЦКБ «Алмаз» | ЦНПО «Вымпел», МКБ «Факел», ЕМКБ «Новатор»                                                                                      | ЦНПО «Вымпел», МКБ «Факел», ЕМКБ «Новатор»                                                                                      | ЦНПО «Вымпел» | ЦНПО «Вымпел» |
| Год(ы) окончания проекта | 1961—1963 | 1972—1974 | 1973 | 1978 | 1985 | 1991 | 1995 | 1995 | ?? | ?? |
| Принятие на вооружение | Нет | Да | Нет | Да | Нет | Нет | Да | Да | Н/д | Н/д |
| Тип ракеты | В-1000 | А-350Ж | А-350М | А-350Р | ПРС-1 / В-825 | ПРС-1 | 51Т6 типа А-350 | 53Т6 | 51Т6 мод. | 14Ц033 |
| Число ступеней | 2 | 2 | 2 | 2 | 2 | 2 | 2 | - | 2 | 2 |
| Тип двигателя (стартовый/маршевый) | РДТТ/ЖРД | РДТТ/ЖРД | РДТТ/ЖРД | РДТТ/ЖРД | РДТТ/РДТТ | РДТТ/РДТТ | РДТТ/ЖРД | РДТТ | РДТТ/ЖРД | ЖРД/ЖРД |
| Тип боевой части | о.-ф., ядерная | ядерная | ядерная | ядерная | ядерная | ядерная | ядерная | ядерная | ядерная | о.-ф., ядерная |
| Стартовая масса ракеты, т | — | 33 | — | 33 | — | — | 33 | 10 | — | 9,6 |
| Длина ракеты, м | 12,4—14,5 | 19,8 | — | 19,8 | — | — | 19,8 | 10,0 | — | — |
| Диаметр корпуса, м | 1,0 | 2,57 | — | 2,57 | — | — | 2,57 | 1,0 | — | — |
| Дальность действия, км | — | 350 | — | 350 | — | 500—1000 | 350 | 80 | 1000—1500 | 200—300 |
| Скорость полёта, м/с | 1000 | — | — | — | — | 2000—5000 | — | 3000 | — | — |
| Система наведения | радиокомандная | радиокомандная | радиокомандная | радиокомандная | радиокомандная | радиокомандная | радиокомандная | радиокомандная | радиокомандная | радиокомандная |
| Источник информации: Щит России: системы противоракетной обороны. — М.: Изд-во МГТУ им. Н. Э. Баумана, 2009. — С. 270. — 504 с. — ISBN 978-5-7038-3249-3. Примечание: Проекты А-35Т, С-225 и С-375 были прекращены на различных стадиях проведения опытно-конструкторских работ. Проект А-235 находится на стадии полигонных испытаний. | | | | | | | | | | |

## Хронология проекта
Общий период работ над системой С-225 «Азов» составил 24 года. В процессе от начала до завершения работ по проекту прошли следующие этапы:
- Май 1961 г. — решение Военно-промышленной комиссии при Совете Министров СССР с заданием на разработку, исследование принципов построения, и указанием о проведении организационных мероприятий в КБ-1 в связи с созданием специального бюро СБ-32 для работы над универсальной системой противовоздушной обороны С-225.
- 4 марта 1963 г. — Постановление Совета Министров СССР, в соответствии с которым, разработка С-225 велась в рамках системы противоракетной обороны «Таран».
- Май 1963 г. — Постановление ЦК КПСС и СМ СССР с заданием на разработку аванпроекта системы С-225.
- Начало 1964 г. — защита аванпроекта.
- 1965 г. — защита эскизного проекта.
- 5 ноября 1965 г. — Постановление СМ СССР с задачей создания рабочего проекта с изготовлением в 1967 г. двух опытных образцов системы С-225 «Азов» на Балхашском полигоне с предъявлением на совместные испытания в середине 1969 г.
- 1967 г. — начало разработки противоракеты ПРС-1.
- 29 июня 1967 г. — Постановление СМ СССР с задачей постройки радиолокационных станций РСН-225 «Донец» с размещением их на нескольких кораблях.
- Конец 1969 г. — изготовление первого опытного образца.
- 1971 г. — изготовление второго, переработанного образца.
- 1972 г. — начало проводок баллистических целей.
- Октябрь 1976 г. — телеметрический перехват первым образцом реальной БРСД противоракетой В-825.
- Июль 1977 г. — телеметрический перехват первым образцом реальной МБР противоракетой В-825, скорость которой оказалась недостаточной для поражения отселектированной цели.
- 1978 г. — закрытие специального бюро СБ-32.
- 1982 г. — завершение заводских испытаний второго образца.
- 1984 г. — телеметрический перехват вторым образцом с противоракетой ПРС-1 баллистической цели.
- 1985 г. — передача второго образца полигону. Фактическое прекращение работ по проекту.